# Ruta Nacional 5 (Colombia)
La Ruta Nacional 5, también llamada Conexión Transversal Tumaco - Leticia y Ecuador es una carretera colombiana, que recorre el departamento de Nariño, desde La Espriella hasta el río Mataje, ambos en el municipio de  Tumaco, en la frontera con Ecuador. Tiene una longitud de 18,90 km.
Es una carretera de tipo troncal, siendo su trazado norte-sur.

## Historia

### Antecedentes
La Ruta fue establecida en la Resolución 3700 de 1995 teniendo como punto de inicio el Puente internacional Río Mataje (municipio de Tumaco), en el departamento de Nariño (frontera con Ecuador) y como punto final el sitio de Palo de Letras (municipio de Riosucio), en el departamento del Chocó y la frontera con Panamá. Dicho trazado Inicial pretendía elaborar una troncal paralela al Pacífico Colombiano que conectara los municipios del Pacífico con el resto del país y así mismo crear una vía de acceso entre América del Sur y la América Central sin cruzar los Andes y atravesando desde la frontera con Ecuador los departamentos de Nariño, Cauca, Valle del Cauca, Chocó y la frontera con Panamá.  Sin embargo, la Resolución 339 de 1999 redefinió la ruta dejando solamente el sector entre La Espriella y Río Mataje. Gran parte del trazado inicial no ha sido construido ni hay proyectos a mediano plazo para su construcción. 

## Descripción de la ruta
La ruta posee una longitud total de 18.90 km, divididos de la siguiente manera:

### Ruta actual
Según el Sistema Integra Nacional de Información de Carreteras (SINC), la ruta es la siguiente:
| Administración | Administración | Administración |
| -------------- | -------------- | -------------- |
| INVIAS         | 18,9 km        | 100%           |
| ANI            | 0,00 km        | 0%             |
| Tramos         |                |                |
| Principales    | 1              | 1              |
| Alternos       | 0              | 0              |
| Pasos          | 0              | 0              |
| Variantes      | 0              | 0              |
| Ramales        | 0              | 0              |
| Subramales     | 0              | 0              |

| Código | Tipo  | Recorrido                 | Clasificación SINC                              | PR Inicial | PR Final | Longitud km. |
| ------ | ----- | ------------------------- | ----------------------------------------------- | ---------- | -------- | ------------ |
| 0501   | Tramo | La Espriella - Río Mataje | Conexión Transversal Tumaco - Leticia y Ecuador | 0+0000     | 18+9000  | 18.90        |

### Ruta eliminada o anterior
Las siguientes porciones de ruta fueron incluidas en la Resolución 3700 de 1995, sin embargo fueron eliminadas ya sea por su cesión a los gobiernos departamentales, municipales, o por la no existencia de la vía.
| Código | Tipo  | Recorrido                                 | Situación Actual |
| ------ | ----- | ----------------------------------------- | --- |
| 0502   | Tramo | Sin definir                               | - Carretera Inexistente |
| 0503   | Tramo | Sin definir                               | - Carretera Inexistente |
| 0504   | Tramo | Buenaventura - La Catalina - Bahía Málaga | - 0504 Carretera Terciaria Departamental |
| 0505   | Tramo | Sin definir                               | - Carretera Inexistente |
| 0506   | Tramo | Nuquí - Mutis                             | - Carretera Inexistente (Nuquí, El Valle) - 0506 Carretera Secundaria Departamental (El Valle - Mutis: 7,66 km.) - 0506 Carretera Terciaria INVIAS (El Valle - Mutis: 10,80 km) |
| 0507   | Tramo | Mutis - Cupica                            | - Carretera Inexistente |
| 0508   | Tramo | Cupica - Juradó                           | - Carretera Inexistente |
| 0509   | Tramo | Juradó - Palo de Letras                   | - Carretera Inexistente |
| 05CH01 | Ramal | Cruce ruta 05 - Río Valle                 | - 6001 Carretera Terciaria Municipal |
| 05VL01 | Ramal | Ramal a Polvorines                        | - 05VL01 Carretera Terciaria Departamental |

## Municipios
Las ciudades y municipios por los que recorre la ruta son los siguientes:
| Leyenda   | recorrido actual recorrido anterior Río Lugar Cabecera municipal | recorrido actual recorrido anterior Río Lugar Cabecera municipal                                             | recorrido actual recorrido anterior Río Lugar Cabecera municipal |
| Tramo     | Municipio                                                        | Recorrido | Departamento                                                     |
| 0501      | Tumaco                                                           | Puente Internacional Río Mataje (Cruce en Frontera con Ecuador); Río Pusbi; Río Pañambí.                     | Nariño                                                           |
| 0501      | Tumaco                                                           | Río Pañambí; Río Mira; Candelillas (Acceso); La Espriella (Cruce 1001 ).                                     | Nariño                                                           |
| 0502 0503 | Tumaco                                                           | La Espriella (Cruce 1001 ); Área Rural No definida.                                                          | Nariño                                                           |
| 0502 0503 | Francisco Pizarro                                                | Área Rural No definida.                                                                                      | Nariño                                                           |
| 0502 0503 | Mosquera                                                         | Área Rural No definida.                                                                                      | Nariño                                                           |
| 0502 0503 | Olaya Herrera                                                    | Área Rural No definida.                                                                                      | Nariño                                                           |
| 0502 0503 | La Tola                                                          | Área Rural No definida.                                                                                      | Nariño                                                           |
| 0502 0503 | El Charco                                                        | Área Rural No definida.                                                                                      | Nariño                                                           |
| 0502 0503 | Santa Bárbara                                                    | Área Rural No definida.                                                                                      | Nariño                                                           |
| 0502 0503 | Guapí                                                            | Guapí; Área Rural No definida.                                                                               | Cauca                                                            |
| 0502 0503 | Timbiquí                                                         | Área Rural No definida.                                                                                      | Cauca                                                            |
| 0502 0503 | López de Micay                                                   | Área Rural No definida.                                                                                      | Cauca                                                            |
| 0502 0503 | Buenaventura                                                     | Área Rural No definida; Buenaventura (Cruce 4001 ).                                                          | Valle del Cauca                                                  |
| 0504      | Buenaventura                                                     | Buenaventura (Cruce 4001 ); Bajo Calima (Por acceso 05VL02 ); San Isidro (Por acceso 05VL03 ); Bahía Málaga. | Valle del Cauca                                                  |
| 0505      | Buenaventura                                                     | Bahía Málaga; Área Rural No definida.                                                                        | Valle del Cauca                                                  |
| 0505      | Litoral de San Juan                                              | Área Rural No definida.                                                                                      | Chocó                                                            |
| 0505      | Bajo Baudó                                                       | Área Rural No definida.                                                                                      | Chocó                                                            |
| 0505      | Nuquí                                                            | Área Rural No definida; Nuquí.                                                                               | Chocó                                                            |
| 0506      | Nuquí                                                            | Nuquí; Tribuga                                                                                               | Chocó                                                            |
| 0506      | Bahía Solano                                                     | Área Rural No definida; El Valle.                                                                            | Chocó                                                            |
| 0506      | Bahía Solano                                                     | El Valle; Quebrada Angía (Por acceso 6001 ); Aeropuerto José Celestino Mutis; Bahía Solano - Mutis.          | Chocó                                                            |
| 0507      | Bahía Solano                                                     | Bahía Solano - Mutis; Área Rural No definida; Cupica.                                                        | Chocó                                                            |
| 0508      | Bahía Solano                                                     | Cupica; Área Rural No definida.                                                                              | Chocó                                                            |
| 0508      | Juradó                                                           | Área Rural No definida; Juradó                                                                               | Chocó                                                            |
| 0509      | Juradó                                                           | Juradó; Área Rural No definida.                                                                              | Chocó                                                            |
| 0509      | Riosucio                                                         | Área Rural No definida; Palo de letras (Frontera con Panamá)                                                 | Chocó                                                            |

## Servicios

### Estaciones de servicio
| km   | Empresa | Estación |
| ---- | ------- | -------- |
| 0.00 | Terpel  | La Y     |

## Gestión de la ruta

### Concesiones y proyectos
Actualmente la ruta no posee ninguna concesión en curso, por lo tanto es gestionada por el INVIAS. Los proyectos en curso son los siguientes: 
| Código | Sector                                 | Tipo            | Cód. proyecto | Nombre Proyecto        | Concesionaria            | Unidad Funcional | Etapa      | PR Inicial | PR Final | Longitud km. |
| ------ | -------------------------------------- | --------------- | ------------- | ---------------------- | ------------------------ | ---------------- | ---------- | ---------- | -------- | ------------ |
| 0501   | Río Mataje - cruce ruta 10 (Espriella) | Proyecto INVIAS | VP008         | Espriella - Río Mataje | CONSORCIO VIAS DE NARIÑO | NA               | Finalizado | 0+000      | 18+900   | 18.90        |

| Código | Sector           | Tipo            | Cód. proyecto | Nombre Proyecto         | Concesionaria            | Unidad Funcional | Etapa      | PR Inicial | PR Final | Longitud km. |
| ------ | ---------------- | --------------- | ------------- | ----------------------- | ------------------------ | ---------------- | ---------- | ---------- | -------- | ------------ |
| 0506   | El Valle - Mutis | Proyecto INVIAS | VE059         | Bahía Solano - El Valle | CONSORCIO AVIKE 039–2015 | NA               | Finalizado | NA         | NA       | 18.00        |

### Otros proyectos

#### Acuapista del Pacífico
Desde 1996 se ha venido analizando la posibilidad de canalizar algunos ríos y esteros entre Tumaco y Buenaventura para crear un canal rápido que permita la interconexión fluvial entre Tumaco, Guapí y Buenaventura debido a la imposibilidad de crear una carretera costera por la alta vegetación selvática y a la gran cantidad de flora y fauna silvestre que atravesaría la vía, lo que generaría un enorme impacto ambiental y bastantes sobrecostos.  Actualmente se tiene como parte la Troncal Quibdó - Buenaventura - Ecuador del Plan Maestro de Movilidad Integral 2015-2035,  en la Red Fluvial Nacional del INVIAS y en el Plan Todos Somos PAZcífico como prioridad. aunque sin planes de ejecución a corto plazo. 

### Peajes
La ruta no posee peajes.

## Geografía
La ruta recorre la llanura del Pacífico del municipio de Tumaco, presentando una altitud máxima de 75 m s. n. m. en inmediaciones del caserío Pusbí Alto, en el km 16.7; y una altitud mínima de 19 m s. n. m. en el Río Mira. El clima de la región es cálido, con un promedio de 24 a 26 °C, y una precipitación anual de 3000-4000 mm.

### Ríos
La ruta cruza sobre los ríos Mira y Mataje, los cuales desembocan en el océano Pacífico.